# ياسين الحسبان
ياسين الحسبان هو طبيب أسنان أردني وعسكري متقاعد برتبة لواء ووزير صحة سابق.

## المؤهلات العلمية
- بكالوريوس في طب الأسنان من جامعة إسطنبول الحكومية في عام 1969.
- درجة الماجستير في علم صناعة الأسنان من جامعة لندن في عام 1976.[3]
- الاختصاص العالي في طب الأسنان من جامعة ولاية نيويورك (جامعة بافالو).

## المواقع التي شغلها
- مدير مستشفى الحسين في مدينة الحسين الطبية.
- مدير مستشفى الملكة علياء العسكري.
- مدير مستشفى الأمير علي بن الحسين العسكري في الكرك.
- رئيس مجلس إدارة مستشفى الرويال.
- رئيس مجلس إدارة المستشفى الإسلامي.
- عضو مجلس إدارة المؤسسة العامة للغذاء والدواء.[4]
- عضو مجلس أمناء جامعة جدارا.
- رئيس مجلس أمناء الجامعة الهاشمية حاليا.
- عضو مجلس الأعيان الأردني.[5]

## الجوائز والتكريمات
- وسام الاستقلال الأردني من الدرجة الثانية.
- وسام النهضة من الدرجة الثانية.
- وسام الكوكب الأردني من الدرجة الثانية.
- وسام الاستحقاق العسكري من الدرجة الثالثة.
- وسام الحسين للعطاء المتميز.
- وسام اليوبيل الفضي.

## وصلات خارجية
- برنامج هذا أنا، سيرة الدكتور الحسبان، التلفزيون الأردني.